# Gisela Thidholm
Gisela Eva Margareta Thidholm, senare Denward, född 23 juni 1930 i Malmö, död 6 maj 2009 i Växjö, var en svensk simmare.
Thidholm tävlade för Trelleborgs SS. Hon deltog i OS i London 1948 i 400 meter frisim (ställde inte upp i semifinalen dit hon kvalificerat sig, för att i stället koncentrera sig på 4×100 meter frisim) samt i lagkapp 4×100 meter frisim (laget kom fyra i mål i finalen, men diskvalificerades efteråt för tjuvstart). Hon ingick i det svenska laget på 4×100 m fritt som kom på bronsplats vid EM 1950. 1947 tilldelades hon Rundturens guldmedalj.
Bristen på träningsmöjligheter i hemstaden Malmö gjorde att hon förlade sin träning till Trelleborg.
Thidholm fick sitt genombrott 1946, då hon blev bronsmedaljör vid Svenska mästerkapen på 100 m frisim och 1947 tog hon sitt första SM-guld på 400 m fritt och satte här också nytt svenskt rekord med tiden 5:53,2. Senare under 1947 förbättrade hon sitt svenska rekord till 5:53,0 i en landskamp mot Danmark. 
Gisela Thidhlom blev svensk mästare på 400 m frisim fyra år i rad: från 1947 till 1950.
Efter att ha slutat med tävlingssimning arbetade hon som arbetsterapeut i Växjö.